# Popudinské Močidľany
Popudinské Močidľany (Hongaars:Coborfalva) is een Slowaakse gemeente in de regio Trnava, en maakt deel uit van het district Skalica.
Popudinské Močidľany telt 908 inwoners.